# Vladimir Florea

Bustul lui Falat Florea Trifon tatal sculptorului,bust aflat la Cimitirul Pacea din Suceava

Vladimir Florea (n. 3 octombrie 1922, Corlata, România – d. 1984, Iași, România) a fost un sculptor român.
A studiat la Academia de Arte Frumoase din Iași, absolvind în anul 1946. Printre profesorii săi s-a aflat Ion Irimescu. Începând din anul 1949 a fost membru al Uniunii Artiștilor Plastici din România. A fost apoi profesor la Universitatea de Arte „George Enescu” din Iași.
El este autorul a peste 150 de sculpturi, care sunt expuse în Muzeul de Artă din Iași, în Muzeul Vasile Pogor din Iași și multe altele.
Vladimir Florea este înmormântat în Cimitirul Pacea din Suceava. Parcul din fața Policlinicii Județene Suceava se numește Parcul Vladimir Florea. Este cetatean de onoare al acestui oras.
Lucrări de sculptură (cioplite și turnate) realizate în perioada 1951-1983 de Vladimir Florea. Extras din monografia întocmită de fratele său, Florea Radu,lucrare tipărită la Deva, Editura Karina 2012, prin contribuția fiicei sale respectiv nepoatei artistului .
1951 – 1 – „Maiakovski” – bust compozițional, ipsos, 140/89/66 cm.
Realizat de Vladimir Florea.
Beneficiar: Universitatea „Alexandru Ioan Cuza” din Iași, expus la intrarea principală.
Achiziționat de Sfatul Popular Regional- Secția Culturală - Iași.
Confirmat existența de către Universitatea din Iași, cu adresa nr. 1891/13.III.1985. Există fotografii executate în 1985.
Prezentat la Expoziția inter-regională de artă plastică – Iași 1953.
1952 – 2 – „Muncitor forestier”, compoziție ipsos patinat, 100 cm înălțime.
Realizat de Vladimir Florea.
Citat în memoriile originale ale artistului, neidentificat beneficiarul și existența.
Există fotografia originală a lucrării în album.
Prezentat la Expoziția inter-regională de artă – Iași 1953.
.
1952 – 3 – „V. I. Lenin”, bust monumental, ipsos natur, 80/69 cm.
Realizat de Vladimir Florea.
Beneficiar: „Complexul muzeistic Iași”, Muzeul de Artă.
Inventariat cu nr. 39/17.XII.1952.
Achiziționat de Sfatul Popular Oraș Iași.
1952 – 4 – „Armata sovietica” – alto-basorelief, praf de piatră artificială, 200/230 cm.
Realizat de Vladimir Florea.
Citat în memoriile artistului.
Există în album fotografia originală.
Neidentificat achizitorul, beneficiarul și locul de amplasare.
1952 – 5 – „Cap V. I. Lenin” – altorelief conturat, ipsos natur, 55/46/40 cm.
Realizat de Vladimir Florea.
Citat în memoriile artistului.
Recuperat după deces și donat Muzeului Bucovinei, Suceava.
Fotografiat în 1985.
Inventariat cu nr. 1077/1978.
1952 – 6 – „Pictorul Luchian” – bust monumental, ipsos patinat, 110 cm înălțime.
Realizat de Vladimir Florea.
Citat în memoriile artistului.
Expus la galeriile de artă – Str. Alexandru Lăpușneanu.
Neidentificat achizitorul, beneficiarul și locul de expunere.
Lipsă fotografie.
Prezentat la Expoziția inter-regională de artă plastică – Iași 1953.
1953 – 7 – „Discobolul” – compoziție monumentală, praf de piatră artificială cu armătură, 200 cm înălțime.
Achiziționat de Sfatul popular Oraș – Iași.
Amplasat în zona parcului Copou – Iași, spre intrarea în stadion.
Există fotografia originală a lucrării și fotografii realizate în 1985.
Lucrarea este citată în memoriile artistului.
Prezentat la Expoziția inter-regională de artă plastică – Iași 1953.
Aprecieri: M. Arbore în Flacăra Iașului”, ianuarie 1963.
1953 – 8 – „Karl Marx” – bust monumental, ipsos, mărime naturală, 90 cm înălțime.
Achiziționat de Sfatul Popular Oraș Iași.
Neidentificat locul de expunere – depozitare.
Lipsă fotografii.
1953 – 9 – „Friedrich Engels” – bust monumental, ipsos, mărime naturală, 90 cm înălțime.
Achiziționat de Sfatul Popular Oraș Iași.
Neidentificat locul de expunere – depozitare.
Lipsă fotografii.
1954 – 10 – „Ștefan cel Mare și plăieșii” – ronde-bosse adosat, praf piatră patinat, bronz, 250/200 cm.
Reprezintă lupta de la Războieni – Neamț.
Realizator: Vladimir Florea; colaborator: Vasile Condurache.
Expus la anuale 1954, București, Sala Dalles.
Achiziționat de Sfatul popular Oraș, Brașov.
Beneficiar: Muzeul Județean Brașov.
Există fotografii originale.
Expus și la Expoziția inter-regională de artă plastică – Iași 1954.
I.237/1965 – Macheta în lut ars (dimensiuni: 55/48/15) se află la Muzeul Bucovinei Suceava.
Aprecieri elogioase:
- „Flacăra Iașului” din 2.IX.1954, articol și reproducere foto;
- „Arta plastică” nr. 4/1955, articol semnat de P. Comarnescu;
- „Viața” din 1.XIII.1975, pag. 3, reproducere foto prefațând articolul semnat de Ion Apetroaie.
1954 – 11 – „Luptele de la Podul Înalt – Vaslui” – alto-basorelief, praf piatră patinat, 150/100 cm.
Realizator: Vladimir Florea; colaborator: Vasile Condurache.
Beneficiar: Muzeul de Etnografie – Iași.
Neverificat existența.
1954 – 12 – „1907” – proiect monument, ipsos patinat, 160 cm înălțime, prezentat la concurs pe țară.
Realizator: Vladimir Florea; colaborator: Eftimie Bîrleanu.
Neidentificat existența, locul de expunere sau depozitare.
Există fotografiile originale ale lucrării în albumul artistului.
Prezentat la Expoziția inter-regională de artă plastică – Iași 1954.
1954 – 13 – „Pieptănarul” – bust monumental, ipsos patinat bronz, 60 cm înălțime.
Realizator: Vladimir Florea.
Inventariat de Muzeul de Artă – Iași cu nr. 53/28.IX.1955.
Transferat la Școala Medie nr. 8 din Iași în anul 1964.
Astăzi existent la Școala Generală nr. 23.
Fotografiat în 1985.
1954 – 14 – „Ciobănașul” – compoziție din ipsos patinat bronz, 100 cm înălțime.
Realizator: Vladimir Florea.
Expus la Galeriile de Artă ale Fondului Plastic – Iași și la Sala „Dalles” – București, 1954.
Neidentificat beneficiarul, locul de expunere sau conservare.
Există fotografii originale în albumul artistului.
Prezentat la Expoziția inter-regională de artă plastică – Iași 1954 și la Expoziția Anuală Republicană de Artă Plastică - București, Sala „Dalles”, 1954.
1955 – 15 – „Pictorul Hatmanu Dan” – bust monumental, ipsos patinat bronz, 70/34 cm.
Realizator: Vladimir Florea.
Achiziționat și inventariat de Muzeul de Artă – Iași sub nr. 56/29.XII.1955.
Aprecieri : Cronica Iași nr. 42 (1029), 8.X.1985, cu reproducere foto la articolul „Prezență umană în artă”, semnat de Radu Negru.
Există fotografia originală în album.
1955 – 16 – „Actorul George Popovici” – bust monumental, praf piatră artificială, 80 cm înălțime.
Realizator: Vladimir Florea.
Expus la Teatrul Național „V. Alecsandri” și apoi la cripta actorului, în cimitirul „Eternitatea” – Iași.
Există fotografia originală în album.
1955 – 17 – „George Enescu” – bust monumental (cap), ipsos patinat bronz, 47/58 cm.
Realizator: Vladimir Florea.
Achiziționat și inventariat de Muzeul de Artă – Iași sub nr. 57/29.XII.1955.
Prezentat la Expoziția inter-regională de artă plastică – Iași 1955.
Aprecieri:
- „Contemporanul” nr. 5 (487) din 3.II.1956, articolul „Arta plastică – Expoziția inter-regională Iași”, semnat de Maxim Cosma;
- „Cronica – Iași” nr. 23 (331), din 9.VI.1972. Apare fotoreproducerea „George Enescu” prefațând articolul „Sculptura lui Vladimir Florea” semnat de Radu Negru, în aceeași revistă. În afișul de prezentare, titlul este ilustrat de expresiva fotografie a bustului lui „George Enescu” ,realizat de Vladimir Florea;
- „Arta Plastică” nr. 1/1982, articolul „Prin atelierele ieșene”, semnat de Mihai Drișcu;
- „Cronica – Iași” nr. 41 (1028), din 11.X.1985, pag. 1. Apare fotoreproducerea „George Enescu”, care prefațează articolul „Festivalul internațional „George Enescu”, o fulgurantă retrospectivă”;
- „Cronica – Iași” nr. 42 (1029), din 18.X.1985, articolul: „Prezență umană în artă” de Radu Negru;
Există fotografii originale în albumul artistului.
1955 – 18 – „Pioniera” – bust compozițional din ipsos patinat bronz, 100 cm înălțime.
Realizator: Vladimir Florea.
Expus la „Festivalul Internațional al Tineretului și studenților” de la Varșovia, 1955.
Lucrare premiată cu Diploma Statuia se află la Muzeul de Artă din Varșovia.
Aprecieri:
- „Cronica – Iași” nr. 42 (1029), în articolul: „Prezență umană în artă” închinat în memoria sculptorului Vladimir Florea, semnat de Radu Negru.
Există fotografii originale în albumul artistului.
1955 – 19 – „Petru Poni” – Bust monumental din ipsos patinat bronz, 95 cm înălțime.
Realizator: Vladimir Florea.
Achiziționat și inventariat la Muzeul Politehnicii Iași cu nr. 269/6.XII.1956
Fotografiat în 1984.
Aprecieri:
- „Cronica – Iași” nr. 42 (1029), 18.X.1985, articolul: „Prezență umană în artă”, semnat de Radu Negru.
1956 – 20 – „Horia” – bust monumental, praf piatră, 100/60 cm.
Realizator: Vladimir Florea, semnat la baza bustului.
Achiziționat: Sfatul -Popular Oraș Iași, amplasat pe soclu- str. Grigore Ghica Vodă, Aleea Copou.
Există fotografii originale și din nou fotografiat la teren în 1985.
Aprecieri:
- A. „Arta plastică” nr. 2/1957, articol semnat de Carmen Răchițeanu.
- B. „Cronica – Iași” nr. 42 (1029), 18.X.1985, articolul: „Prezență umană în artă”, semnat de Radu Negru.
1956 – 21 – „Horia” – bust monumental din ipsos patinat bronz, 118/77 cm.
Realizator: Vladimir Florea, semnat pe lucrare.
Achiziționat: Sfatul Popular- Oraș Iași, Secția Culturală.
Prezentat la expoziția inter-regională – Iași 1956 și apare în catalogul 1956 „Expoziția inter-regională Iași” pag. 24 nr. crt. 330.
Există fotografii originale în albumul artistului.
Aprecieri:
- A. „Arta plastică” nr. 2/1957, articol semnat de Carmen Răchițeanu.
- B. „Cronica – Iași” nr. 23 (331), 9.VI.1972, articolul: „Sculptura lui Vladimir Florea”, semnat de Radu Negru, cu reproducere foto pag. 13.
- C „Cronica – Iași” nr. 42 (1029), 18.X.1985, articolul: „Prezență umană în artă”, semnat de Radu Negru.
1956 – 22 – „Viticultura” – compoziție praf piatră artificială, basorelief, 250/200 cm. (femei la culesul strugurilor). Există în arhiva sculptorului schița în creion.
Realizator: Vladimir Florea.
Achiziționat Sfatul Popular- Oraș Iași.
Neidentificat locul de expunere – conservare. Lipsă fotografii.
1956 – 23 – „Cloșca” – bust monumental, praf piatră, 100/60 cm.
Realizator: Vladimir Florea.
Achiziționat: Sfatul Popular- Oraș Iași.
Amplasat pe soclu- str. Grigore Ghica Vodă Iași, Aleea Copou.
Există fotografii originale și fotografiat din nou la teren în 1985. Apare catalog 1956, pag. 24, nr. crt. 331. Prezentat la expoziția inter-regională Iași 1956.
Aprecieri:
- „Arta plastică” nr. 2/1957, articol semnat de Carmen Răchițeanu.
- „Cronica – Iași” nr. 42 (1029), 18.X.1985, articolul: „Prezență umană în artă”, semnat de Radu Negru.
1956 – 24 – „Crișan” – bust monumental, praf piatră, 100/60 cm.
Realizator: Vladimir Florea.
Achiziționat Sfatul Popular- Oraș Iași.
Amplasat pe soclu- str. Grigore Ghica Vodă Iași, Aleea Copou. Dosar 8/57, pag. 139, arhiva Fondului Plastic, Proces verbal de predare: 74/1957.
Fotografiat: 1985.
Aprecieri:
- „Arta plastică” nr. 2/1959, sau 1967 articol semnat de Carmen Răchițeanu.
- „Cronica – Iași” nr. 42 (1029), 18.X.1985, articolul: „Prezență umană în artă”, semnat de Radu Negru.
1956 – 25 – „Tonitza” – bust monumental, praf piatră, 110 x 70 cm.
Realizator: Vladimir Florea.
Comandă achiziție Sfatul Popular- Oraș Bârlad, Secția Culturală, pentru Muzeul Regional. Fotografiat: 1985.
Prezentat la expoziția inter-regională de artă plastică Iași 1956.
Aprecieri:
- „Arta plastică” nr. 2/1959, articol semnat de Carmen Răchițeanu.
1956 – 26 – „Fântână arteziană” – compoziție praf piatră (grup 3 copii nud, așezați spate în spate, 150 cm înălțime, pe soclu de stânci, cu mâinile în sus, susținând un mare nufăr cu petalele desfăcute).
Realizator: Vladimir Florea.
Contractat de Sfatul Popular- Oraș Iași.
Amplasare: intrare parc „Copou” Iași.
1956 – 27 – „Traian Vuia” – bust monumental, ipsos patinat, 95 cm înălțime.
Realizator: Vladimir Florea.
Achiziționat și inventariat la Muzeul Politehnicii Iași cu nr. 273/11.XII.1956, și transferat cu Decizia Sfatului Popular Regional Iași nr. 337/31.VIII.1972 la Secția de Învățământ Iași,( care nu poate da relații unde se află în prezent.) În procesul verbal de predare al Fondului Plastic Iași din 13.XII.1956 se arată că acest bust este realizat de artist (vezi Dosar nr. 9/1957, Vol. I).
1956 – 28 – „N. Tonitza” – bust monumental din bronz, 110 x 70 cm, amplasat pe soclu în parcul Copou – Iași, aleea personalităților.
Realizator: Vladimir Florea.
Contractat de Sfatul Popular- Oraș Iași, către Fondul Plastic Iași, pentru Ministerul Culturii.
Fotografiat în 1985.
Apare catalog expoziție artă plastică 1956, pag. 24, nr. crt. 329.
Aprecieri:
„Arta plastică” nr. 2/1959, sau 1959, articol semnat de Carmen Răchițeanu.
1956 – 29 – „Buciumașii Moldovei” – compoziție monumentală din praf de piatră, alto-basorelief, 200 x 250 cm.
Realizator: Vladimir Florea.
Contractat de Sfatul Popular- Oraș Iași.
Destinația lucrării: pentru grădina „Palatului Culturii” Iași.
1956 – 30 – „Aurel Vlaicu” – bust monumental, ipsos patinat bronz, 110 x 60 cm.
Realizator: Vladimir Florea.
Achiziționat de Muzeul Politehnicii Iași, transferat de la Muzeul Politehnicii Iași cu nr. 273/11.XII.1956, la 31.VIII.1972 la Secția Învățământ( Inspectoratul regional Iași.) Neidentificat existența, din lipsă de evidență la Inspectoratul Școlar al Județului Iași.
Există fotografia originală a lucrării.
```
1956 – 31 – „
Oțelarul
” – compoziție monumentală, ipsos patinat bronz, cu armătură, 230
 
cm înălțime.
```

Realizator: Vladimir Florea.
Achiziționat: Ministerul Culturii, inventariat la Muzeul de Artă Iași cu nr. 366/7.IX.1963.
Opere catalog expoziție artă plastică inter-regională Iași 1956, pag. 24, nr. crt. 328, reproducere foto pag. 43.
Prezentat la expoziția inter-regională de artă plastică Iași 1956.
Aprecieri:
- „Arta plastică” nr. 2/1959, articol semnat de Carmen Răchițeanu;
- Flacăra Iașului, 22.VII.1970, reproducere foto;
- Viața – Iași, din 1.VIII:1976, apare reproducere foto „Oțelarul” de Vladimir Florea, prefațând articolul „Inventatorul Vitalie Belousov”;
- Cronica Iași nr. 42 (1029), 18.X.1985, articol „Prezență umană în artă”, semnat Radu Negru.
1957 – 32 – „Moș Ion Roată și Unirea” – basorelief ipsos patinat bronz, înrămat 160 x 140 cm. La Muzeul Suceava: 150 x 130 cm.
Realizator: Vladimir Florea.
Achiziționat și inventariat la Muzeul Unirii Iași, cu nr. 1187/6.V.1958.
Există fotografii originale în albumul artistului.
Apare foto decupaj din Flacăra Iașului nr. 6013/9.I.1966 în album.
1957 – 33 – „Poporul aclamă Unirea” (Apoteoza Unirii) – basorelief ipsos patinat bronz, înrămat 160 x 140 cm.
Realizator: Vladimir Florea. Colaborator: Eftimie Bîrleanu.
Achiziționat și inventariat la Muzeul Unirii – Iași, cu nr. 1186/6.V.1958.
Aprecieri:
- Cronica Iași nr. 4 (155), 25.I.1969, pag. 2, apare reproducerea foto „Poporul aclamă Unirea”;
- Cronica Iași nr. 4 (469), 24.I.1975, apare reproducerea foto a lucrării, prefațând articolul „Cucerirea Unirii”, semnat de Emil Diaconescu.
1957 – 34 – „Dimitrie Bolintineanu” – bust monumental, ipsos patinat bronz, 110x60 cm.
Realizator: Vladimir Florea.
Achiziționat și inventariat la Muzeul Unirii Iași, cu nr. 1757/1958. Intrat la 22.X.1958. expus la Expoziția inter-regională de artă Iași 1957.
Există fotografii originale în albumul artistului.
1957 – 35 – „G.A.C. și G.A.S” – 2 compoziții praf piatră, basorelief, 300 x 200 cm.
Realizator: Vladimir Florea.
Comanda Sfatului Popular Regional- Secția Agricolă ,Iași, nr. 28.IX.1957. Contract de execuție nr. 145/5.IX.1957.
Neidentificat existența și locul de expunere-conservare. Lipsă fotografii. Documentare din arhiva Fondului Plastic Iași, dosar 11/1957.
1957 – 36 – „Garabet Ibrăileanu” – bust monumental, praf piatră artificială, 98x50x46 cm.
Realizator: Vladimir Florea.
Comandă Sfatul Popular Bârlad, nr. 20.910/29.VI.1957; 89/20.VII.1957. Proces verbal de predare nr. 139/1957 ( arhiva Fond Plastic, dosar 11/1957).
Expus public pe soclu în parcul Teatrului de Stat I. V. Popa – Bîrlad.
A fost prezentat la Expoziția inter -regională de arte Iași 1957.
1957 – 37 – „Gheorghe Asachi” – bust monumental, ipsos patinat bronz, 103x55x45 cm.
Realizator: Vladimir Florea.
Achiziționat și inventariat la Muzeul Politehnic Iași, cu nr. 270/6.III.1957, și transferat la Universitatea Al. Ioan Cuza - Iași.
Este expus pe soclu la intrare în Institutul Politehnic.
A fost inventariat la universitate cu nr. 20.956/29.III.1969. există în album fotografii originale.
Expus în 1957 la Expoziția anuală de artă.
Aprecieri:
- Cronica Iași nr. 42 (1029), 18.X.1985, articol „Prezența umană în artă”, semnat Radu Negru.
1957 – 38 – „Academician, Profesor. Dr. Iuliu Nițulescu” – bust monumental, ipsos patinat bronz, 96x60x40 cm.
Realizator: Vladimir Florea.
Donație ,Institutului de Medicină și Farmacie Iași.
Se află expus pe soclu, pe culoarul laboratorului de fiziopatologie,( catedra profesor Universitar Șneer, etaj. III.)
1957 – 39 – „Academician Profesor Dr. Vasile Rășcanu” – bust monumental, ipsos patinat bronz, 120x85x60 cm.
Realizator: Vladimir Florea.
Donație Institutului de Medicină și Farmacie Iași.
Se află expus pe soclu, pe culoarul laboratorului de fiziologie.
Expus la Expoziția anuală de artă inter-regională Iași, 1957.
Aprecieri:
- Arta Plastică nr. 2/1958, pag. 8, articol „Expoziția inter-regională de la Iași”, semnat Petre Comărnescu.
1957 – 40 – „Ștefan cel Mare” – bust monumental, praf piatră patinat bronz, 118x70 cm.
Realizator: Vladimir Florea.
Achiziționat și inventariat la Muzeul de Artă Iași cu nr. 315/21.V.1958. Transferat la Casa de Cultură – Ateneul Tătărași cu Decizia 461/27.II.1964 a Sfatului Popular Regional Iași.
Neidentificat existența în prezent, ateneul fiind demolat.
Există în album fotografii originale. Documentare arhiva Fondului Plastic Iași, dosar 14/1957, proces verbal de achiziție 20.III.1958: „Ștefan cel Mare” realizat Vladimir Florea.
Expus la Expoziția anuală inter-regională Iași 1957.
1957 – 41 – „Statuia ostașului erou român” – turnată în praf de piatră, 400 cm înălțime.
Realizator: Vladimir Florea.
Achizitor: Eftimie Bîrleanu.
Amplasată pe soclu, în cimitirul eroilor din Suceava;pe frontispiciul soclului este montat un basorelief din praf de piatră „Victoria”, prezentând grup de soldați cu arma, și drapel în mână, simbolizând bucuria terminării războiului.
Comandă: Sfatul Popular Oraș Suceava,Secția-Învățământ,Cultură- Nr. 9467/XI.1957.
Există fotografii în fază de lucru brut și turnat praf piatră.
1957 – 42 – „Barbu Ștefănescu Delavrancea” – bust monumental, praf piatră artificială, 110 x 55 x 50 cm.
Realizator: Vladimir Florea.
Comandă Sfatul Popular Regional Bârlad. Figurează în tabel contract la nr. 29/64/1957. Fotografii trimise de Comitetul de Cultura si Educatie Socialista, Vaslui. Este amplasat pe soclu în parcul Teatrului de Stat I. V. Popa din Bârlad.
A fost expus la Expoziția anuală inter-regională Iași 1958.
1957 – 43 – „Ștefan cel Mare” – statuie turnată în bronz, 400 cm înălțime.
Realizator: Vladimir Florea.
Contractată de Sfatul Popular Regional - Secția Învățământ - Cultura, Suceava, în 1956. Documentare: arhiva Fondului Plastic Iași, dosar 10/1959, pag. 346, 360.
Statuia,una din cele mai iubite de autor, a fost amplasată pe soclu la intrarea în parcul central al municipiului Suceava.Pe frontispiciul soclului s-a montat stema Moldovei,basorelief cioplit în piatră, iar pe laterale două alto-basoreliefuri turnate în bronz. „Ștefan cel Mare întors cu oastea de la luptă sub zidurile cetății” și „Ștefan cel Mare răsplătind vitejii după luptă”.În 1977, statuia a fost mutată la Liceul Militar „Ștefan cel Mare” din Câmpulung, fiind amplasată pe un soclu, în parcul liceului, după ani de zile; lipsește și azi mențiunea privind autorul ei.Acest aspect subliniază că deciziile de transfer practicate la noi subiectiv sau nu ,mutilează Arta Monumentală, una din căile exmplare de modelare a spiritualității și profilului psihologic tonic- al neamului.
1957 – 44 – „Ștefan cel Mare reîntors cu oastea de la luptă” sub zidurile cetății – altorelief turnat în bronz, 140 x 120 cm. Existent la Muzeul Bucovinei Suceava, recuperat după demolarea soclului pe care a stat statuiala intrarea în parcul central – oraș Suceava.
Realizator: Vladimir Florea.
Contractat de Sfatul Popular Regional Suceava, nr. 25/11.II.1957. Documentare: arhiva Fondului Plastic Iași, dosar 10/1959, pag. 346, 360.
Prezentat la Expoziția anuală inter-regională de artă 1958.
Există fotografii originale.
1957 – 45 – „Ștefan cel Mare resplătind vitejii după luptă” - altorelief turnat în bronz, 140 x 120 cm. Existent la Muzeul Jud. Suceava, recuperat după demolarea soclului pe care a stat statuia în parcul central – intrare oraș Suceava.
Realizator: Vladimir Florea.
Contractat de Sfatul Popular Regional Suceava, nr. 25/11.II.1957. Documentare: arhiva Fondului Plastic Iași, dosar 10/1959, pag. 346, 360.
Prezentat la Expoziția anuală inter-regională Iași, 1958.
Există fotografii originale.
1958 – 46 – „Mihai Codreanu”, poet - bust monumental, praf piatră patinat bronz, 95 cm înălțime.
Achiziționat și inventariat la Muzeul de Artă Iași cu nr. 326/15.V.1959.
Documentare arhiva Fondului Plastic, dosar 14/1957.
Prezentat la Expoziția anuală inter-regională Iași 1958.
Există fotografii originale. Fotografiat din nou în 1985.
Aprecieri:
- „Arta plastică” nr. 2/1958, pag. 8, articolul „Expoziția interjudețeană Iași”, semnat de Petre Comărnescu;
- Cronica Iași nr. 15 (950), 13.IV.1984, pag. 4, articol „Vladimir Florea”, semnat Aurel Leon.
1959 – 47 – „Acadrmician C. Balmuș” - bust monumental, cioplit în marmură albă, 116x70x55 cm.
Realizator: Vladimir Florea.
Comandat și achiziționat de Sfatul Popular Comuna Murgeni – Vaslui, cu nr. 66/1959.
Fotografiat de Consiliul Popular Murgeni în 1985.
Prezentat la Expoziția anuală inter-regională de artă plastică 1959 – Iași.
Aprecieri:
- Cronica Iași nr. 42 (1029), 18.X.1985, articol „Prezență umană în artă”, semnat Radu Negru.
1959 – 48 – „M. Sadoveanu” - bust monumental, interior ipsos patinat bronz, 120 cm înălțime.
Realizator: Vladimir Florea.
Achiziționat de Ministerul Învățământului și Culturii, adresa nr. 165/7.I.1960 de la Galeriile de Artă București.
Inventariat la Muzeul de Artă Iași cu nr. 334/18.VI.1960.
Transferat la Liceul Nr. 1 (M. Sadoveanu), în 1964.
Există fotografii originale în album; documentare arhivă F.P. Dosar 4/1959, pag. 89.
Prezentat la Expoziția anuală inter-regională 1959 – Iași și Expoziția de artă plastică București – Galeriile de Artă, 1960.
Aprecieri:
- Cronica Iași nr. 42 (1029), 18.X.1985, pag. 2. Apare reproducerea foto – bustul lui M. Sadoveanu, precum și articolul „Prezență umană în artă”, semnat Radu Negru.
1960 – 49 – „Timonierul” – bust compozițional, ipsos patinat bronz, 120 cm înălțime.
Realizator: Vladimir Florea.
Achiziționat de Ministerul Învățământului și Culturii.
Documentare: arhiva Fondului Plastic, dosar 10/1960.
Există fotografii. Neidentificat locul de expunere-conservare și beneficiarul.
Prezentat la Expoziția anuală inter-regională Iași 1960 și Expoziția republicană de artă plastică București, Galeriile de Artă „Sala Dalles”.
Aprecieri:
- Flacăra Iașului nr. 4462 din 8.I.1961, reproducere foto și articol de cronică plastică.
- Cronica Iași nr. 42 (1029), 18.X.1985, articol „Prezență umană în artă”, semnat Radu Negru.
1960 – 50 – „Pușkin” - bust monumental, interior ipsos patinat bronz, 80 cm înălțime.
Realizator: Vladimir Florea.
Achiziționat de Ministerul Învățământului și Culturii.
Documentare arhivă Fond Plastic Iași, dosar 10/1960, pag. 42.
Neidentificat beneficiarul, locul de expunere sau conservare.
Lipsă fotografii.
Expus la Expoziția republicană de artă plastică București, Galeriile de Artă „Sala Dalles” - 1960 și Expoziția inter-regională de artă plastică Iași – 1960.
1960 – 51 – „Fidel Castro” - bust monumental, interior ipsos patinat bronz, 80 cm înălțime.
Realizator: Vladimir Florea.
Achiziționat de Ministerul Învățământului și Culturii.
Documentare arhivă Fond Plastic Iași, dosar 10/1960, pag. 42.
Neidentificat beneficiarul, locul de expunere sau conservare.
Lipsă fotografii.
Expus la Expoziția republicană de artă plastică București, Galeriile de Artă „Sala Dalles” - 1960 și Expoziția anuală inter-regională de artă plastică Iași – 1960.
1960 – 52 – „Monument - Ștefan cel Mare – Vaslui – Podul Înalt”
Realizator: Vladimir Florea și Vasile Condurache.
Achizitor: Eftimie Bîrleanu.
Contractat: Sfatul Popular Regional Iași, Contract nr. 38/1959. Contract de execuție: 24.VI.1959. Documentare arhiva Fondului Plastic, Iași, dosar 12 din 1960.
Există fotografia machetei monumentului (90 x 30 cm).
1960 – 53 – „Închinarea steagurilor turcești către Ștefan cel Mare”
Grup statuar de 3 figuri, executat în piatră, 220 cm înălțime.
Realizator: Vladimir Florea. Colaborator: Vasile Condurache.
Achizitor: Eftimie Bîrleanu.
Contractat: Sfatul Popular Regional Iași, nr. 38/1959; proces verbal predare din 24.XII.1960. Documentare: arhivă Fondului Plastic, dosar 12/1960, pag. 128-133.
Grupul statuar s-a amplasat la Vaslui, montat pe platforma superioară a soclului pe care se află Ștefan cel Mare,( în bronz).
1960 – 54 – „Închinarea prizonierilor turci către oștile moldovenești” – grup statuar format din 5 personaje, executat din piatră, 220 cm înălțime.
Realizator: Vladimir Florea și Vasile Condurache.
Achizitor: Eftimie Bîrleanu.
Contractat: Sfatul Popular Regional Iași, nr. 38/1959; proces verbal predare lucrare din 2.XII.1960. Documentare arhivă Fondului Plastic Iași, dosar 12/1960, pag. 134, 136.
Grupul statuar s-a montat la Vaslui, în fața judetenei P.C.R.
1960 – 55 – „Statuie țăran luptător – arcaș”, executat din piatră, 220 cm înălțime.
Realizator: Vladimir Florea și Vasile Condurache.
Contractat: Sfatul Popular Regional Iași, contract nr. 38/1959.
Proces verbal predare din 12.X.1960.
Documentare arhiva Fondului Plastic Iași, dosar 12/1960, pag. 136, 143, 145.
Statuia s-a montat la Vaslui, în fața judetenei P.C.R.
1961 – 56 – „Descătușarea” – monument compozițional din piatră, 400 cm înălțime.
Realizator: Vladimir Florea și Vasile Condurache.
Achizitor: Eftimie Bîrleanu.
Contractat: Sfatul Popular Regional, Secția Învatamant Cultura Iași; contract nr. 38/1959; predat în februarie 1961, cu montare la Universitatea „Alexandru Ioan Cuza” – Iași, pe cornișa frontispiciului central; documentare arhiva Fondului Plastic Iași, dosar 6/1961, pag. 258, 384. Precizăm că E. Bîrleanu cu V. Condurache au realizat un alt grup statuar montat pe aceeași cornișă, în partea stângă.
Există fotografii originale.
Aprecieri:
- Flacăra Iașului nr. 4618 din 6.VI.1961, articol „Cornet plastic ieșean”, semnat Vd. Gheorghiu, cu reproducere foto (pag. 2).
- Cronica Iași nr. 42 (1029), 18.X.1985, articol „Prezență umană în artă”, semnat Radu Negru.
Macheta „Descătușarea”, turnată în ipsos, de 130 cm înălțime, a fost prezentată la Expoziția anuală inter-regională de artă plastică Iași - 1961.
1961 – 57 – „Cultura - muncă și lumină” – compoziție, basorelief, 10x10 m, din praf de piatră.
Este fixat pe peretele frontal al Casei de Cultură a Sindicatelor din Iași.
Compoziție cu 6-7 personaje: muncitori, intelectuali, bărbați și femei, în prim plan fiind un copil cu cartea în mână, privind cu toții spre făclia simbolică a luminii.
Contractat de Uniunea Sindicatelor.
Realizat de Vladimir Florea
Există fotografii originale în album.
Prezentat macheta din ipsos, 130x100 cm, la Expoziția anuală interjudețeană Iași 1961. Apare în catalog la poz. 53 (6-7 persoane grup).
1961 – 58 – „Artă și cultură” – compoziție din viața tineretului, basorelief, 10x10 m, din praf de piatră.
Este fixat pe peretele frontal al Casei de Cultură a Tineretului din Iași, reprezentând, prin personajele modelate, arta dramatică, plastică, baletul și știința (4 personaje).
Contractat de Uniunea Generală a Sindicatelor.
Realizat de Vladimir Florea, Colaborator: Vasile Condurache.
Există fotografii originale.
Aprecieri:
- „Munca” din 23.IX.1966, în articolul semnat de Laurențiu Ciobanu.
1961 – 59 – „Din viața tineretului” – compoziție basorelief, 10x10 m, din praf de piatră.
Este fixat pe frontispiciul Casei de Cultură a Tineretului din Iași.
Reprezintă: știința, literatura, arta plastică și muzica; 4 personaje.
Contractat de Uniunea Generală a Sindicatelor.
Realizat de Vladimir Florea, Colaborator: Eftimie Bîrleanu.
Există fotografii originale.
1961 – 60 – „Ilie Pintilie vorbind muncitorilor” - compoziție altorelief, praf piatră patinat, 100x80 cm.
Realizat de Vladimir Florea.
Există schițe în creion, pentru execuție.
Neidentificat beneficiarul, locul de expunere sau de conservare.
Aprecieri:
- Flacăra Iașului nr. 4618 din 6.VII.1961, articolul „Carnet plastic ieșean”, semnat V. Gheorghiu, care citează lucrarea.
1961 – 61 – „Figuri de oameni ai zilelor noastre” – compoziție, altorelief, praf piatră patinat, 120x90 cm.
Realizat de Vladimir Florea, Colaborator: Eftimie Bîrleanu.
Neidentificat beneficiarul, locul de expunere sau de conservare.
Aprecieri:
- Flacăra Iașului nr. 4618 din 6.VI.1961, articolul „Carnet plastic ieșean”, semnat Vd. Gheorghiu, care citează lucrarea.
1961 – 62 – „Iuri Gagarin” – bust monumental interior, ipsos patinat bronz, 95 cm înălțime.
Realizat de Vladimir Florea.
Prezentat la Expoziția anuală inter-regională de artă plastică Iași - 1961.
Neidentificat beneficiarul și locul de expunere/conservare.
Lipsă fotografii.
Documentare: arhiva Fondului Plastic Iași, dosar 9/1961, pag. 6.
1961 – 63 – „Zidărița” – compoziție interior, ipsos patinat bronz, 100 cm înălțime.
Realizat de Vladimir Florea.
Achiziționat din expoziția anuală și inventariat de Muzeul de Artă Iași, cu nr. 352/29.XI.1962. Transferat la Școala Medie nr. 6, în 1964 (astăzi: Școala Generală „Vasile Alecsandri”). Prezentat la Expoziția anuală inter-regională Iași 1961.
Documentare: arhiva F.P. Iași, dosar 9/1961, pag. 6.
1961 – 64 – „Ilie Rotaru” – bust monumental interior, ipsos patinat bronz, 80 cm înălțime.
Realizat de Vladimir Florea.
Prezentat la expoziția de pictură, grafică și sculptură organizată în 1972, Galeriile de Artă,Iasi
Neidentificat beneficiarul și locul de expunere/conservare.
Lipsă fotografii originale. Există reproducere foto în revista „Arta” nr. 3/1961, pag. 37 („Ilie Rotaru”, realizat de Vladimir Florea).
Aprecieri:
- „Arta Plastică” nr. 3/1961, pag. 37 – Reproducere foto bust „Ilie Rotaru”. Revista se află în colecția Bibliotecii Centrale Suceava;
- Flacăra Iașului nr. 8037 din 22.VII.1972, articolul „Expoziția de pictură, grafică și sculptură în cinstea Conferinței Naționale a P.C.R.”, semnat Radu Negru.
1962 – 65 – „Maternitate” – compoziție ipsos natur, 50 cm (o sferă cu modelare simbolică, fixată pe un suport cub, reprezentând o femeie cu copilul la sân).
Realizat de Vladimir Florea.
Se află ca donație- în cabinetul directorului de la spitalul clinic de obstetrică și ginecologie Iași, str. Cuza Vodă.
1962 – 66 – „Muncitoare colectivistă” – bust monumental interior, ipsos patinat bronz, 120 cm înălțime.
Realizat de Vladimir Florea.
Beneficiar: C.S.C. București, unde a fost expus, după cum notează artistul în memoriile sale.
Neidentificat beneficiarul după simboluri (C.S.C), și locul de conservare.
Lipsă fotografii.
Achiziționat din expoziția anuală inter-regională Iași 1962 (documentare arhiva Fondului Plastic Iași, dosar nr. 4/1962, pag. 909).
1962 – 67 – „Reconstrucție” („Eliberare”) – compoziție din praf de piatră artificială, altorelief patinat bronz, 150 x 250 cm.
Realizat de Vladimir Florea.
Montat pe un frontispiciu industrial, neidentificat locul până în prezent.
Există fotografia originală în albumul artistului.
Documentare arhivă U.A.P. Filiara Iași, vol. 3/1962, pag. 685.
1962 – 68 – „Portret de femeie” – bust compozițional interior, turnat în ipsos patinat bronz, 58 x 37 x 32 cm.
Realizat de Vladimir Florea.
Prezentat la expoziția anuală inter-regională Iași 1962.
Prezentat și la expoziția retrospectivă București, Sala Dalles (28.XII.1962 – 17.I.1963). Apare catalog text pag. 29.
Neidentificat beneficiarul și locul de expunere/conservare.
Există fotografii originale în album (foto color).
1963 – 69 – „Mihai Eminescu” – bust turnat în bronz, 115 x 56 cm.
Realizat de Vladimir Florea.
Contractat și achiziționat de Sfatul Popular Oraș Iași, cu nr. 40.142/1962.
Documentare arhiva Fondului Plastic Iași, dosar 5/1962, pag. 199, 205, 206, 217, și dosar 3/1963, pag. 607.
Bustul a fost mutat de la Huși la Bârlad, iar de la reorganizarea administrativă a județelor, la Vaslui, în parcul Copou, Aleea personalităților.
Există fotografii originale , trimise de Comitetul de Cultura si Educatie Socialista. Vaslui, în 1985.
Prezentat la expoziția anuală interjudețeană de artă plastică Iași - 1963.
1963 – 70 – „Vasile Alecsandri” – bust monumental, turnat în bronz, 130 x 65 cm.
Realizat de Vladimir Florea.
Contractat de Sfatul Popular Oraș Iași, facturat de Fondul Plastic Iași cu 206/20.V.1964, proces verbal de predare din 15.IV.1964.
Prezentat în fază de ipsos la expoziția anuală inter-regională de artă plastică - Iași 1963.
Există fotografii originale. Refotografiat pe soclu în 1985.
Bustul a fost montat pe soclu în fața Liceului nr. 6 „Vasile Alecsandri”, Iași, (transformat în școală generală?).
1963 – 71 – „Vas decorativ ceramică arsă” – compoziție: două capete de berbeci cu coarne, așezate ceafă la ceafă. 80 cm înălțime.
Realizat de Vladimir Florea.
Contractat de Sfatul Popular Oraș Iași.
Există fotografii originale.
Neidentificat locul de amplasare în spațiile verzi din Iași.
1963 – 72 – „Cap de berbec” – compoziție ronde-bosse, praf piatră, 110 cm înălțime.
Realizat de Vladimir Florea.
Contractat de Sfatul Popular, Oraș Iași cu nr. 65/23.XII.1963.
Documentare arhivă Fondului Plastic, Iași, dosar 11/1963, pag. 208 și nr. 12/1963, pag. 376.
Lipsă fotografii și informații despre locul de expunere/amplasare. Există schițe în creion.
1963 – 73 – „Cap de bour” – compoziție ronde-bosse, praf piatră, 110 cm înălțime.
Realizat de Vladimir Florea.
Contractat de Sfatul Popular Oraș Iași, contract nr. 65/196.
Documentare arhivă Iași, dosar nr. 12/1963, pag. 376, și nr. 11/1963, pag. 376.
Lipsă fotografii și informații despre locul de amplasare.
1963 – 74 – „Colectivizarea” – compoziție basorelief, ipsos patinat bronz, dimensiuni: 180 x 120 cm.
Realizat de Vladimir Florea.
Neidentificat beneficiarul și locul de expunere-conservare.
Există fotografia originală în albumul artistului.
Prezentată la expoziția anuală inter-regională de artă plastică – Iași 1963.
1963 – 75 – „Meditație” – compoziție monumentală, ipsos natur, 1 m înălțime.
Reprezintă o fată șezând cu brațele pe picioare și capul sprijinit în palme.
Realizat de Vladimir Florea.
Achiziționat din expoziția inter-regională Iași 1963 de către Muzeul de Artă Iași. Inventariat cu nr. 394/31.XII.1964. Proces verbal predare 15/12.XII.63.
Prezentată la expoziția inter-regională – Iași 1963.
Există fotografii originale în album. Refotografiat în 1985.
1964 – 76 – „Dimineața” – compoziție praf de piatră, 200 cm înălțime. Reprezintă nud de fată în extensie, cu mâinile ridicate în sus, după cap.
Realizat de Vladimir Florea.
Artistul notează în memoriile sale „cu destinație C.S.C. București”. Nedescifrate simbolurile, neidentificat beneficiarul și locul de expunere.
Există fotografii originale.
Prezentat la expoziția anuală inter-regională de artă plastică Iași 1964 și la expoziția de artă plastică Bacău 1964.
Aprecieri:
- Flacăra Iașului nr. 5390/5.I.1964, pag. 2, apare reproducere foto „Dimineața”;
- Steagul Roșu Bacău nr. 3470 (49499 din 28.III.64, pag. 2, reproducere foto „Dimineața” și articolul „Expoziția de artă plastică Bacău”, semnat de Grigore Cioban („Vladimir Florea reprezintă în „Dimineața” toate calitățile sale și în special arta de a stiliza impecabil”).
1964 – 77 – „Cezar Boliac” – bust monumental, ipsos patinat bronz, 120 x 60 cm.
Realizat de Vladimir Florea.
Achiziționat de Complexul Muzeistic Iași, pentru Muzeul Unirii.
A fost contractat cu nr. 131/10.IX.1964 (vezi dosar nr. 15/1964, pag. 124).
Există fotografii originale. Refotografiat în 1985.
1964 – 78 – „Tinerețe” – compoziție, 200 cm, ipsos patinat bronz.
Realizat de Vladimir Florea.
Expus la Galeriile de Artă ale Fondului Plastic Iași.
Neidentificat beneficiarul, locul de expunere/conservare în prezent.
Aprecieri:
- Flacăra Iașului din 5.I.1964;
- Cronica Iași din 10.X.1964, articol semnat de George Popa;
- Iașul Literar, din februarie 1968;
- Arta Plastică nr. 2/1969.
1964 – 79 – „Studentă agronom” – compoziție ipsos patinat bronz, 150 cm înălțime.
Realizat de Vladimir Florea.
Achiziționat de Comitetul Regional de Cultură și Artă Suceava. Proces verbal predare din 19.X.1964.
Documentare arhivă Fondul Plastic Iași, dosar 10/1964, pag. 284, 222.
Neidentificat locul de expunere.
Lipsă fotografii.
1964 – 80 – „Oțelari” – compoziție basorelief din piatră artificială, patinat bronz, 113x83 cm.
Realizat de Vladimir Florea.
Achiziționat de Comitetul Regional de Cultură și Artă Iași. Inventariat la Muzeul de Artă Iași cu nr. 403/5.V.1965.
Prezentat la Expoziția anuală inter-regională de artă plastică Iași 1964. Apare catalog 1964, pag. 15, text două lucrări (există fotografii originale în album) și catalog 1966 expoziție de pictură, sculptură și grafică Iași, sala Victoria, pag. 24. Expune 2 lucrări.
Aprecieri:
- Cronica Iași nr. 42 (1029), 18.X.1985, apare articolul „Prezență umană în artă”, semnat Radu Negru. În articol se vorbește și despre lucrarea „Oțelari”.
1965 – 81 – „G. Călinescu” – bust monumental, ipsos patinat bronz, 120 cm înălțime.
Realizat de Vladimir Florea.
Notat în memoriile artistului, fără indicație asupra destinației.
Neidentificat beneficiarul și locul de expunere/conservare.
Există fotografii originale în album.
Prezentat lucrarea la expoziția anuală inter-regională de artă plastică Iași 1965 și la expoziția jubiliară de artă Iași 1969.
Aprecieri:
- Flacăra Iașului nr. 7142/30.VIII.1969, articolul: „Puncte de vedere la efuziunea noului în expozitia de pictură, grafică și sculptură”.
- Cronica Iași nr. 34 (185) din 23.VIII.1969, pag. 5, articolul: „Expoziția jubiliară de la Iași”, semnat Radu Negru.
1966 – 82 – „Belșugul” – compoziție bronz, 400 cm lungime. Nud de fată șezând pe un bloc, în interiorul unei fântâni arteziene circulare, cu diametrul bazinului de 10 m. În bazin se află în total trei nuduri de fată șezând,avand diverse poziții ale mâinilor și picioarelor. O fată cu mâna stângă pe cap și dreapta lăsată în jos pe poziție întinsă ,cu piciorul stâng așezat peste dreptul, în care se sprijină șezând;acest nud este realizat de Vladimir Florea.
Fântâna arteziană se află pe str. Gh. Ghica Vodă din Iași, înainte de Institutul Agronomic.
Comanda este făcută de Sfatul Popular Iași.
Există fotografii originale de ansamblu și parțial pe lucrări.
1966 – 83 – „Portret de muncitor” (pieptănătură cu cărare) – bust monumental interior, ipsos patinat bronz, 65 x 35 cm.
Realizat de Vladimir Florea.
Achiziționat de Comitetul Regional de Cultură și Artă Iași, inventariat de Muzeul de Artă Iași sub nr. 409/25.IX.1966.
Prezentat la expoziția anuală inter-regională de artă plastică Iași - 1966.
Apare în catalogul expoziției, pag. 2, foto „Portret de muncitor”, pag. 24, text lucrări expuse.
Prezentat la expoziția republicană de artă plastică București, Sala Dalles, 1966.
Idem expoziția anuală interjudețeană de artă plastică Iași 1974. Apare în catalog cu 2 lucrări expuse: 1 – „Portret” și 2 – „Constructorii”.
Idem expoziția județeană de artă plastică Iași 1982. Apare în catalog cu 2 lucrări expuse: 1 – „Portret” și 2 – „Petre Ispirescu”.
Fotografiat lucrarea în 1985.
Aprecieri:
- Cronica Iași nr. 52 (99) din 30.XII.1967, pag. 5, reproducere foto „Portret de muncitor”;
- Cronica Iași nr. 13/7.V.1966, pag. 2, reproducere foto și articolul semnat de Sergiu Negură „Condițiile artei majore”;
- Cronica Iași nr. 2 (257) din 9.I.1971, pag. 11, reproducere foto „Portret de muncitor”;
- Cronica Iași nr. 11 (894) din 18.III.1983, pag. 1, apare reproducere foto „Portret de muncitor”.
1966 – 84 – „Oțelarul” (cu cască) – bust de interior, ipsos patinat bronz, 755 x 345 x 600 cm.
Realizat de Vladimir Florea.
Achiziționat de Comitetul Regional de Cultură și Artă Iași, inventariat de Muzeul de Artă Iași cu nr. 408/25.IX.1966.
Fotografiat în 1985.
Prezentat la expoziția anuală inter-regională de artă plastică Iași – 1966 și expoziția republicană de artă plastică București, Sala Dalles.
Apare în catalogul expoziției de artă 1966, pag. 24. expune 2 lucrări.
Aprecieri:
- Arta plastică nr. 2/1967. Articol semnat de Carmen Răchițeanu;
- Viața Iași, 1.VIII.1976, pag. 1, reproducere foto a lucrării „Oțelarul”.
1966 – 85 – „Nicolae Iorga” – portret monumental, 77 x 37,5 cm, turnat în praf de piatră.
Realizat de Vladimir Florea.
Achiziționat de Comitetul Regional de Cultură și Artă Iași, inventariat de Muzeul de Artă Iași cu nr. 431/23.VI.1967.
Există fotografii originale în album.
Prezentat la expoziția anuală inter-regională de artă plastică Iași – 1966. apare în catalog la pag. 42.
Prezentat și la expoziția de artă plastică „Bienala București”, C.S.A.C.-U.A.P., Sala Dalles.
Aprecieri:
- „Tribuna”, din 25.XII.1966, articol semnat de Aurel Leon.
- „Iașul literar”, din ianuarie 1966, articol semnat de Corneliu Sturzu.
1966 – 86 – „Fată cu floare” – compoziție nud, ipsos patinat bronz, 150 cm înălțime,( fata ține mâna stângă ridicată deasupra capului, iar în dreapta, are o floare; picioarele sunt alăturate, șezând pe un postament).
Transpusă în bronz, 400 cm lungime, amplasată la fântâna arteziană de pe str. Ghica Vodă, Iași.
Realizat de Vladimir Florea.
Prezentat la expoziția anuală inter-regională de artă plastică Iași 1966. Apare text în catalog, pag. 42.
Prezentat și la expoziția de artă plastică „Bienala București”, C.S.A.C.-U.A.P., Sala Dalles.
Neidentificat beneficiarul, locul de expunere/conservare a ipsosului.
Există reproducere foto în presa Iașului – „Cronica Iașului” și „Flacăra Iașului”, 1966.
Lipsă fotografii originale. Fotografiat în 1985.
1966 – 87 – „Odihnă” – compoziție praf piatră, 60 cm (o femeie șezând cu capul pe genunchi – stilizat)
Realizat de Vladimir Florea.
Se află în colecția pictorului Gheorghiță Brădățan, ca donație din partea artistului (str. Frederik nr. 2, Iași).
Prezentat la expoziția anuală inter-regională de artă plastică Iași 1966. Apare reproducere foto pag. 42, cu text, în catalogul expoziției.
Fotografiat în 1985.
1967 – 88 – „Van Gogh” – bust monumental din piatră artificială, 52 x 35 cm (cap)
Realizat de Vladimir Florea.
Achiziționat de Comitetul Regional de Cultură și Artă Iași, inventariat de Muzeul de Artă Iași sub nr. 434/1.VI.1968.
Prezentat la expoziția anuală inter-regională de artă plastică Iași 1967. Apare reproducere foto în catalog (pag. 31) și text lucrări expuse (pag. 38).
Există fotografii originale în album.
Aprecieri:
- Cronica Iași /1967, pag. 5, apare articolul: „Inter-regionala de pictură și sculptură, Sala Victoria, Iași”, semnat de Nicolae Irimescu;
- Cronica Iași nr. 47 (94) din 25.XI.1967, pag. 5, apare fotografia lucrării „Van Gogh”;
- Cronica Iași nr. 23 (331) din 6.VI.1972, în articolul „Sculptura lui Vladimir Florea”, se vorbește despre lucrarea „Van Gogh”;
- Arta Plastică nr. 1/1982, pag. 24, articolul „Prin atelierele ieșene”, semnat de Mihai Drișcu, vorbește despre lucrarea „Van Gogh”.
1967 – 89 – „Familia – pomul vieții” – compoziție praf piatră artificială armată, 120 cm înălțime.
Realizat de Vladimir Florea.
Achiziționat de Comitetul Regional de Cultură și Artă Iași, inventariat de Muzeul de Artă Iași sub nr. 457/15.IX.1972. Confirmat Fondul PLastic Iași, cu adresa 234/13.VIII.1984, total anexă poz. 5.
Există fotografii originale. Refotografiat în 1985.
Prezentat la expoziția de artă plastică „Semicentenarul P.C.R. 1921-1975”. Apare text în catalog 1971, pag. 7, expune 2 lucrări: „Familia” și „Victorie”.
Aprecieri:
- Cronica Iași nr. 19/8.V.1971, apare reproducere foto „Familia – pomul vieții”.
1967 – 90 – „Trifon Falat - Florea” – portret, bust monumental, praf piatră patinat bronz, 70 x 45 cm.
Realizat de Vladimir Florea.
Amplasat pe soclu la cripta familiei Falat Florea, din cimitirul municipal Suceava. Lucrare făcută în memoria tatălui său, învațător și inspector școlar – în arealul Sucevei.Mentiune de corectat pe site : Bustul Il reprezinta pe tatal artistului, nu pe artist .
Fotografiat în 1987.
1967 – 91 – „Primăvara” – compoziție ipsos patinat bronz, 130 cm.
Realizat de Vladimir Florea.
Neidentificat beneficiarul și locul de expunere.
Prezentat la expoziția anuală inter-regională de pictură, sculptură și grafică Iași – 1967. Apare lucrarea în catalog, pag. 38.
Lipsă fotografii.
1968 – 92 – „Ion Ionescu de la Brad” – bust monumental din piatră, 120 cm înălțime.
Realizat de Vladimir Florea.
Achiziționat de Comitetul Regional de Cultură și Artă Iași.
Amplasat pe soclu, în parcul Institutului Agronomic Iași. La fel notează artistul în memoriile sale.
Prezentat în ipsos la expoziția anuală interjudețeană Iași - 1969, Sala Victoria.
Lipsă fotografii.
1968 – 93 – „Grigore Cobălcescu” – bust compozițional turnat bronz, 120 x 70 cm.
Realizat de Vladimir Florea.
Lucrarea achiziționată și inventariată la Universitatea „Al. I. Cuza” din Iași, în 1968. Se află pe soclu, expusă pe culoarul din fața sălii senatului universității.
Confirmat existența de către Universitate cu adresa 1891/13.III.1985.
1968 – 94 – „Gheorghe Asachi” – bust monumental piatră artificială, 120 cm înălțime 103 x 55 x 40 cm .
Realizat de Vladimir Florea.
Achiziționat de Academia Română, Filiala Iași; există în sala de festivități.
Înregistrat în evidență sub nr. 20.956/29.III.1969 (adresa Academiei nr. 856 din 10.III.1985).
1968 – 95 – „Traian” – relief din piatră artificială patinat bronz, 94 x 70 cm, înrămat.
Realizat de Vladimir Florea.
Achiziționat de Comitetul de Cultura si Educatie Socialista, Iași, inventariat la Muzeul Unirii sub. Nr. 2901/4.III.1971. Transferat de la Complexul Muzeistic Iași cu dispoziția 12/4.IV.1971.
Prezentat la Expoziția anuală interjudețeană de artă plastică, Iași.
Apare în catalogul 1968, pag. 55 (reproducere foto) și pag. 63 (text lucrări expuse).
Apare și în catalogul 1969, editat cu ocazia Expoziției republicane anuale de artă , București (Sala Dalles), unde expune două lucrări „Traian” și „Decebal”; reproducere foto pag. 15.
Există fotografii originale.
1968 – 96 - „Decebal” - relief din piatră artificială patinat bronz 94x70cm, înrămat.
Realizat Vladimir Florea.
Achiziționat de Comitetul de Cultura si Educatie Socialista Iași. Inventariat de Muzeul Unirii nr. 2900 din 4.III1971; transferat de la Complexul Muzeistic Iași cu dispoziția 13 din 4.III.1971.
Prezentat la Expoziția anuală interjudețeană Iași, 1968, sala ”Victoria”; apare în catalog 1968, pag. 55, reproducere foto, și pag. 63, text lucrări expuse. Apare de asemenea în catalogul anului 1969 cu doua lucrări Traian și Decebal, urmare a Expoziției Republicane ”Anuala de artă plastică, București de la Sala Dalles”, pag. 15. Există fotografii originale în album.
Aprecieri:
-„Convorbiri literare” nr. 6 (126) iunie 1980, pag. 2, apare reproducerea lucrării „Decebal.”
1968 – 97 – „Adolescenta” – bust compozițional, sculptură în lemn, 100 cm înălțime.
Realizat de Vladimir Florea.
Achiziționat de Uniunea Generală a Sindicatelor din R.S.R. – Casa de odihnă a sindicatelor din Soveja, județul Vrancea, 1969. Confirmat existența U.N.S.R. cu adresa nr. 80/19.XII.1985.
Prezentat la Expoziția anuală interjudețeană Iași, 1968. Apare în catalog, pag. 63, text despre trei lucrări în expoziție.
Aprecieri: „Cronica Iași” nr. 51 /150), 21.XI.1968, articolul: „Iași – anuala 68”, semnat de Radu Negru.
1969 – 98 – „Mihai Eminescu” – bust monumental din piatră cioplită, 88x58x45 cm.
Realizat de Vladimir Florea.
Achiziționat de C.J.C.E.S. Iași, inventariat la Muzeul de Literatură – Casa Vasile Pogor, Iași, cu nr. 298.
Prezentat la Expoziția jubiliară de pictură, grafică și sculptură Iași ,1969, sala „Victoria”.
Aprecieri:
- „Cronica Iași” nr. 34 (185), 23.VII.1969, pag. 5, articolul „Expoziția Jubiliară Iași”, semnat Radu Negru.
- „Flacăra Iașului” nr. 7142/30.III.1969, articolul. „Infuziunea noului în expoziția de pictură, grafică și sculptură”, semnat Radu Negru.
- „Cronica” Iași .../1973, apare reproducere foto „Mihai Eminescu” pag. 3.
- „Arta” nr. 1/1982, articolul „Printre atelierele ieșene”, semnat Mihai Drișcu.
1969 – 99 – „M. Eminescu” – bust monumental, 95x60x50 cm, ipsos patinat bronz.
Realizat de Vladimir Florea.
Aflat în atelierul de creație Iași, str. Armeană. Achiziționat de către Muzeul Bucovinei Suceava pentru organizarea colțului memorial – Vladimir Florea. Inventariat sub nr. 1060/23.XII.1986.
1969 – 100 – „Vlad Țepeș” – bust monumental, 120x65x50 cm, ipsos patinat bronz.
Realizat de Vladimir Florea.
S-a aflat în atelierul de creație din Iași, str. Armeană. Achiziționat de Muzeul Bucovinei Suceava pentru organizarea Colțului memorial – Vladimir Florea. Inventariat sub nr. 1062/23.XII.1986.
Prezentat la expoziția jubiliară de pictură grafică și sculpturală Iași 1969, sala Victoria.
Aprecieri:
- „Cronica Iași” nr. 34 (185), 23.VII.1969, pag. 5, articol „Expoziția Jubiliară Iași” de Radu Negru.
- „Flacăra Iașului” nr. 7142/30.VIII.1969.
1969 – 101 – „Vasile Pogor” – bust monumental, cioplit în piatră 80x65X45 cm.
Realizat de Vladimir Florea.
Achiziționat de Comitetul de Cultura si Educatie Socialista - Județ Iași. Inventariat de Muzeul de Literatură ,Casa Pogor cu nr. 4607 din 28 XII 1971. Confirmat de Fondul Plastic Iași prin adresa nr. 234 din 19.VII 1984, tabel anexă, poz.2.
Prezentat la expoziția anuală interjudețeană Iași, 1969.
Există fotografii originale și este refotografiat in 1985 de dl. Liviu Rusu - muzeolog Casa Pogor.
1969 – 102 - „Moș Ioan Roată vorbind la divanul ad-hoc”, compoziție, altorelief, ipsos patinat bronz, 160x140 cm, înrămat.
Realizat de Vladimir Florea.
Achiziționat de Comitetul de Cultura si Educatie Socialista Iași. Inventariat la Muzeul Unirii Iași cu nr. 1186 din 14.V 1969.
Există fotografii originale în album.
Aprecieri:
- „Cronica” Iași din 25. III.1969.
1969 – 103 - „Portret de fată”, bust compozițional, ipsos 70x45 cm.
Realizat de Vladimir Florea.
Achiziționat de Comitetul de Cultura si Educatie Socialista, Vaslui, din mențiunea Fondului Plastic Iași transmisă cu adresa nr. 234 din 19. VII. 1984, anexă, poz. 3.
Prezentat la expoziția anuală interjudețeană Iași, 1969, sala Victoria; apare în catalogul expoziției de artă 1974.
Aprecieri:
- „Cronica” Iași nr. 29 (130) 19.VII.1969, apare și fotografia ”Portret de fată cu broboadă”.
- „Arta” nr. 2 din 1969, articol semnat George Popa.
- „Vremea” – revistă de Vaslui nr. 996 din 9. V. 1971, apare articolul „Între tradiție și suflu modern”, semnat Mihail Horea.
1969 – 104 - „Miron Costin”- bust monumental din piatră artificială, patinat bronz ,95X65X40cm.
Realizat de Vladimir Florea.
Achiziționat de Comitetul de Cultura si Educatie Socilaista Iași, inventariat de Muzeul de Literatură cu nr. 4606 din 1.XII.1971. Se află la Casa Dosoftei, conform adresei nr. 234 din19XII 1984, tabel anexă poz. nr. 2, a Fondului Plastic Iași. Aparține Muzeului de Istorie al Moldovei.
Există fotografii originale; refotografiat în 1985.
1970 – 105 - „Cronicarul Ion Neculce” - bust monumental din praf de piatră artificială, patinat bronz 97x70x45 cm.
Realizat de Vladimir Florea.
Achiziționat de Comitetul de Cultura si Educatie Socialista Iași, inventariat la Muzeul de Literatură, Secția Casa Dosoftei, cu nr. 4603 din 1.XII.1971 și nr. 4608, poz. nr. 2, Fondul Plastic Iași. Precizează însă că achiziția a fost făcută de Muzeul de Istorie al Moldovei.
Există fotografii originale; refotografiat 1985.
1970 – 106 - „George Mărgărit” (poet), bust monumental interior, ipsos patinat bronz, 80x45 cm.
Realizat de Vladimir Florea.
Achiziționat de Comitetul de Cultura si Educatie Socialista, Iași; inventariat la Muzeul de Artă din Iași cu nr. 453 din 14.XII.1970.
Există fotografii originale.
1970 – 107 - „Nicolae Titulescu” - bust monumental turnat în praf de piatră artificială, 80 cm înălțime.
Realizat de Vladimir Florea.
Achiziționat de Muzeul Bucovinei, Suceava, după decesul artistului, pentru colțul memorial Vladimir Florea; inventariat cu nr. 1061 din 23. XII. 1986.
Prezentat la Salonul ‘70, pictură și sculptură, sala ”Victoria” Iași, decembrie 1970 - ianuarie 1971; apare în catalogul expoziției, mențiune în text la pag. 7.
Există fotografii originale și este refotografiat în 1985.
Aprecieri:
- „Flacăra Iașului” nr. 7617 din 17.II.1971, reproducere foto în articolul semnat de profesorul Nicolae Tatomir.
„Vremea” de Vaslui nr. 996 din 9.V.1971, articolul ”Între tradiție și suflu modern”, semnat de Mihail Horea, unde se face referire și la participarea lucrării la o expoziție omagială organizată în sala Teatrului de Stat „Victor Ion Popa”, din Bârlad.
1970 - 108 - „Constantin Florea” (director al Muzeului Unirii Iași), bust monumental, portret, ipsos patinat bronz 65x45cm.
Realizat de Vladimir Florea.Donat personajului întruchipat în semn de mare prietenie.
1970 – 109 - „Dimitrie Anghel” - bust monumental din praf de piatră, 90x70x45 cm.
Realizat de Vladimir Florea.
Achiziționat de Comitetul de Cultura si Educatie Socialista Iași, inventariat la Muzeul Literaturii - Casa Pogor - Iași, sub nr. 298 din 21.VII.1970, transferat la Muzeul memorial Dimitrie Anghel din satul natal Cornești, comuna Miroslava, Județul Iași, din dispoziția C.S.C.A. nr. 703 din 28.VII.1971.
1970 – 110 - „Copacii” - compoziție ipsos armat, 100x80 cm.
Realizat Vladimir Florea.
Prezentat la Salonul ‘70, pictură și sculptură, sala „Victoria”, Iași; apare în catalogul expoziției mențiunea, text la pag. 7.
Donat Muzeului Bucovinei, Judetul Suceava, după decesul artistului pentru „Colțul memorial Vladimir Florea”; inventariat cu nr.1075 din 23.XII.1986.
1970 – 111 - „Nicolae Ceaușescu” - bust monumental din praf de piatră, 80 cm înălțime.( ca personalitate accentuata ce face parte din galeria vremurilor, Romaniei)
Realizat de Vladimir Florea.
Achiziționat de Comitetul de Cultura si Educatie Socialista Iași; confirmare U.A.P. Iași cu adresa 234 din19.VIII.1984 tabel anexă, poz. 8.
Prezentat la Expoziția de artă plastică Iași 1972 - Galeriile de artă și Expoziția republicană de artă plastică, București Sala Dalles, 1975.
Există fotografii originale.
Aprecieri:
- „Flacăra Iașului” nr. 7912 din 26.II.1972, articolul ”O expoziție de artă plastică dedicată Statului Român”, semnat de Radu Negru.
- „Flacăra Iașului” nr. 8818 din 31.I.1975, articolul „Succese ale plasticienilor ieșeni în capitală”, semnat Radu Negru.
1971 – 112 - „Arborele Vieții” - compoziție din praf de piatră artificială, patinat bronz, 100 cm înălțime (trunchi de femeie fără brațe, picioare).
Realizat de Vladimir Florea.
Există fotografii originale. Neidentificat beneficiarul, locul expunerii/conservării.
1971 – 113 - „Ștefan Ciubotărașu” - portret, altorelief ipsos, medalion 55 cm. diametru și tablou 55x40 cm.
Există și un portret profil desen alb-negru, medalion comemorativ 55 cm diametru; pe contur este scris numele artistului poporului Ștefan Ciubotărașu și datele: 1910-1971.
Realizat de Vladimir Florea.
Achiziționat de Comitetul de Cultura si Educatie Socialista, Iași; inventariat de Muzeul Teatrului din Iași cu nr. 4005 din 1971.
Există fotografii originale.
Aprecieri:
- „Cronica” Iași nr. 28 (283) din 10.VII.1971, pag. 4, reproducere fotografie altorelief.
1971 – 114 - „Victorie” - (portret bărbat), compoziție, piatră artificială, 85x70cm.
Realizat de Vladimir Florea.
Se găsește în colecția pictorului Gheorghiță Brădățanu, căruia i-a fost donat de autor.
Prezentat la Expoziția de artă plastică - Galeriile de artă – Iași 1971, conform catalogului unde apare la pag. 7.
Există fotografii originale; refotografiat în 1985.
1971 – 115 - „Lucrețiu Pătrășcanu” - bust monumental cioplit în piatră, 75 cm înălțime.
Realizat de Vladimir Florea.
Achiziționat de Comitetul de Cultura si Educatie Socialista, Iași; inventariat la Muzeul de Istorie al Moldovei, în 1971; confirmat de U.A.P. Iași cu adresa nr. 234 din 13.VII.1984, tabel anexă, poz. 6.
Prezentat la „Salonul ´72 pictură, sculptură și grafică”. Apare în Catalog 1972, pag. 18. Prezentat la Expoziția de artă plastică,1971, Galeriile de artă - Iași.
Există fotografii originale în album.
Aprecieri:
- „Flacăra Iașului” nr. 7656 din 1.V.1971 articolul semnat Radu Negru.
- „Cronica Iașului” nr 42 (1029) din 18.X.1985, articol ”Prezența umană în artă; semnat Radu Negru.
(Lucrarea este în subsolul Palatului Culturii Iași ).
1971 – 116 - „Nud de fată” - (fată șezând; piciorul drept întins, piciorul stâng peste dreptul; mâna stângă cu palma întinsă, așezată pe cap, iar dreapta pe lângă corp). Compoziție praf piatră armat, 200 cm lungime.
Realizat Vladimir Florea.
Neidentificat beneficiarul, locul de expunere/conservare.
Există fotografii, reproduceri din presa vremii (Cronica nr. 23 (331) din 9. VI .1972, pag. 11)
-„Cronica Iașului” nr. 23 (331) din 9.VI.1972, pag.11, reproducere foto împreună cu alte fotografii privind statuile: Enescu, Horia, Descătușarea, Anotimpurile, ilustrând articolul „Sculptura lui Vladimir Florea”. Semnat Radu Negru.
1971 – 117 - „Anotimpuri” - compoziție praf de piatră artificială armat, 140 cm înalțime; patru statuete, fete în costum național.
Realizat Vladimir Florea.
Achiziționat Comitetul de Cultura si Educatie Socialista, Iași; amplasat în parcul din fața Arhivelor statului din Iași.
Prezentat la expoziția interjudețeană de artă plastică Iași 1973, împreună cu lucrările „Dimitrie Cantemir” și „Dialog” la Expoziția interjudețeană de artă plastică pictură și sculptură - Artiștii plastici ieșeni, Iași 1975, împreună cu lucrările „Dosoftei” și” Mihai Viteazul călare pe cal”.
Există fotografii originale și reproduceri foto; refotografiat în 1985.
Aprecieri:
-„Cronica Iașului” nr. 23 (331) 9.VI.1972 pag. nr. 1 apare reproducerea lucrării împreuna cu „Descătușare”, ”Enescu”, „Horia”, „Nud”; articol semnat Radu Negru „Sculptura lui Vladimir Florea”.
- Catalog 1975 ”Artiști plastici din Iași”, Expoziție de pictură, sculptură și grafică. La pag. 15 apare fotografia artistului și lucrarea „Anotimpurile”.
- „Arta plastică” nr. 1 din 1982, pag. 24, articolul ”Prin ateliere ieșene”, semnat Mihai Drișcu; la pag. 20 apare reproducerea lucrării „Anotimpuri”.
1971 – 118 - „Pecetea domnească a lui Ștefan cel Mare” - piatră artificială, altorelief cu diametru de120 cm; reproducere după parafele originale din ceară roșie, de pe hrisoave domnești.
Achiziționat de Arhivele statului, Iași, montat deasupra intrării principale, etaj I.
Realizat: Vladimir Florea.
Pe frontispiciul clădirii Arhivelor statului Iași, se afla mai multe altoreliefuri, medalioane portret, realizate în praf de piatră, cu diametrul de aproximativ 80 cm; sunt lucrări de diplomă ale studenților îndrumați de Vladimir Florea și Dumitru Căileanu, instituția asigurând doar materialul necesar.
Lucrarea „Pecetea domnească a lui Ștefan cel Mare” este menționată și reprodusă în volumul „Iașul de ieri și de azi”, Editura Junimea.
1971 – 119 - ”Descătușarea” - compoziție monumentală, proiect de monument, în praf de piatră armat, patinat în bronz,100 cm înălțime.
Realizat: Vladimir Florea.
Donat, după decesul artistului, Muzeului Bucovinei, Suceava, pentru colțul memorial Vladimir Florea.
Aprecieri:
-„Cronica”, Iași, nr. 23 (331) 9.VI.1972, pag. 4, apare reproducerea foto a lucrării și articolul ”Sculptura lui Vladimir Florea”, semnat Radu Negru.
1973 – 120 - „Dimitrie Cantemir” - bust monumental, turnat în bronz, 120x65 cm
Realizat de Vladimir Florea.
Achiziționat de Sfatul Popular Iași Comitetul de Cultura si Educatie Socialista, Iași, confirmat de U.A.P. Iași cu adresa nr. 234 din 13 VII 1984, tabel anexă poz. 7.
Amplasat pe soclu, în parcul „Casa Presei”, str. Cuza Vodă, Iași.
Există fotografii originale.
Aprecieri:
- „Flacăra Iașului” nr.8428 din 26.X.1973, articolul „Un glorios tricentenar”, semnat Al. Zub, prefațat de reproducerea statuii lui Vladimir Florea „Dimitrie Cantemir”.
- „Cronica” Iași nr. 43 (404) 26.X.1973, unde apare reproducerea bustului, ilustrație
la articolul „Dimitrie Cantemir, patriot erudit”.
1973 – 121 - „Dialog” - compoziție praf de piatră, 150x60x60 cm. (două femei stând de vorbă față în față). A fost donată de artist Arhivelor Statului Iași; amplasată în parcul din fața instituției.
Există fotografii originale.
Prezentată la Expoziția de artă plastică, pictură, sculptură și grafică, Iași 1973, sala „Victoria”.
1973 – 122 - „Dimitrie Cantemir” - bust monumental, ipsos patinat bronz, 90x45 cm.
Realizat de Vladimir Florea.
Achiziționat de Comitetul de Cultura si Educatie Socialista, Vaslui în anul 1974; confirmat în scris de U.A.P. Iași, prin adresa 234 din 14.VII.1984. Există la Muzeu.
Prezentat la Expoziția de artă plastică, pictură, sculptură și grafică interjudețeană Iași 1973 sala „Victoria”.
Există fotografii realizate de C.C.E.S. Vaslui.
1974 – 123 - „Academicianul Prof. Dr. Iuliu Nițulescu” - altorelief, medalion circular cu diametrul de 65 cm, ipsos patinat bronz.
Realizat de Vladimir Florea.
Donat de artist I.M.F. Iași (cabinet profesor dr. Steer)
Există fotografii în album.
1974 – 124 - „Constructorii” - compoziție monumentală din piatră artificială, armat 155x135, reprezentând un bărbat și o femeie ținând în mâini materiale de construcție.
Realizat de Vladimir Florea.
Achiziționat de Comitetul de Cultura si Educatie Socialista, Iași; inventariat la Muzeul de Artă cu nr. 472 din 17.IV.1975; confirmat U.A.P. Iași cu adresa nr. 234 din 19 VII 1984, tabel anexă, poz. 9.
Prezentată la Expoziția interjudețeană de artă plastică, pictură, sculptură și grafică, Iași, 1974, unde expune de asemenea „Portret de fată”. Apare în catalogul 1974, lista de lucrări la pag .3.
Există fotografii originale; refotografiat 1985.
1974 – 125 - „Simion Florea Marian”, bust monumental, ipsos patinat bronz, 80 cm înălțime.
Realizat de Vladimir Florea.
Este donat Mariei Florea - Marian , fiica folcloristului Simion Florea Marian( cu care artistul este ruda) . Este amplasat în actualul Muzeu „Simion Florea Marian”, situat în Suceava. pe strada cu același nume, la nr. 4.
1975 – 126 - „Dosoftei” - proiect monumental, ipsos patinat 100 cm înălțime (Cărturarul este în picioare, cu mâna stângă la piept, ținând o carte. În dreapta este un condei și o pană de gâscă).
Realizat de Vladimir Florea pentru Concursul național din 1975, București, pentru un monument ce urma să fie amplasat în fața Casei Dosoftei din Iași.
Macheta proiect monument „Dosoftei”, de Vladimir Florea, a fost prezentată la Expoziția de artă plastică, pictură, sculptură, grafică - 1975, Expoziție interjudețeană, unde a mai expus „Anotimpurile” și „Mihai Vitezul călare pe cal”. A fost donată Arhivelor statului Iași.
Există fotografii originale în albumul artistului.
1975 – 127 - „Familia Cămăruț” (pictor) - portret altorelief, ipsos patinat bronz, 60x40 cm.
Realizat de Vladimir Florea la solicitarea familiei Cămăruț. Donat Muzeului Bucovinei Suceava după decesul artistului.
Fotografiat la muzeu în 1987.
1975 – 128 - ”Mihai Florin Petrescu” - (poet), portret ipsos patinat bronz, 50x40cm, altorelief.
Realizat de Vladimir Florea. Donat Muzeului de literatura din Iași – Casa Pogor, prin Bălan Ilie… , după decesul artistului.
Există fotografii originale în album.
1975 – 129 - „Mihai Viteazul călare pe cal”, înfățișându-l pe voievod cu privirea semeață, mâna dreaptă pe sabie, stânga întinsă; calul are gâtul arcuit, în pas de defilare. Proiect monumental, ipsos patinat bronz, armat 120x150 cm.
Realizat de Vladimir Florea.
Prezentat la concursul pe țară organizat în București pentru monumentul de la Alba Iulia. Neidentificat beneficiarul și locul de expunere. (se presupune că a rămas la București).
A fost prezentată la Expoziția interjudețeană de artă plastică, pictură, sculptură și grafică 1975 - Iași, împreună cu „Anotimpurile” și „Dosoftei”; apare în catalog 1975 pag. 15.
Există fotografii originale.
1975 – 130 - „Simion Florea Marian” - bust monumental, ipsos patinat bronz, 75x40x30 cm.
Realizat de Vladimir Florea. Donat Academiei Române pentru organizarea muzeului Simion Florea Marian, în 3.X.1975, conform adresei nr. 7012 din 7.II.1976. Nu se cunoaște actualul amplasament, conform adresei 645 din 21.III.1986 al Academiei Române, semnat academician Radu P. Voinea. Există o scrisoare elogioasă, datată 21.X.1985, a secretarului colectivului de redactare a Istoriei Academiei Române, Petru Popescu Gogan.
Nu există fotografii originale.
1976 – 131 - „Miluță Gheorghiu”, bust portret mărime naturală, cap 46x38 cm, ipsos patinat, bronz.
Realizat de Vladimir Florea.
Achiziționat de Comitetul de Cultura si Educatie Socialista, Iași, inventariat de Muzeul Teatrului Național Iași (casa Vasile Alecsandri), sub nr. 5533. Confirmat U.A.P. Iași cu adresa 234 din 19.III.1984, tabel anexă, poz.10.
Există fotografii originale; refotografiat în 1985.
Prezentat la Expoziția anuală interjudețeană de artă plastică, pictură, sculptură și grafică, împreună cu lucrarea „Mihai Codreanu”, Iași ,1976.
1976 – 132 - „Mihai Codreanu” (poet) - bust compozițional turnat în bronz, 140x65 cm.
Realizat de Vladimir Florea.
Achiziționat de Comitetul de Cultura si Educatie Socialista, Iași; amplasat pe soclu în parcul Teatrului Național Iași.
Prezentat lucrarea în ipsos la Expoziția anuală interjudețeană de artă plastică, pictură, sculptură și grafică, Iași, 1976.
Există fotografii originale; refotografiat în 1985.
Aprecieri:
- „Flacăra Iașului” nr. 9394, din 11.XII.1976. In articolul „Dezvelirea unor busturi” se amintește de lucrarea Mihai Codreanu.
- „Cronica”, Iași, nr. 15 din 13.V.1984, articolul ”Vladimir Florea”, semnat de Aurel Rău.
1977 – 133 - „Decebal” - bust monumental, ipsos natur, 120 cm înălțime.
Realizat de Vladimir Florea.
Achiziționat de Comitetul de Cultura si Educatie Socialista, Iași; inventariat la Muzeul de Artă cu nr. 484 din 21.XI.1977; confirmat de U.A.P. Iași cu adresa nr. 234 din 19.VII.1977, tabel anexă, poz. 11.
Prezentat la Expoziția interjudețeană de artă plastică pictură, sculptură și grafică, Iași, 1978, sala „Victoria”; apare în catalog 1978.
Există fotografii originale; refotografiat în 1985.
1977 – 134 - „Brâncuși” - bust monumental, ipsos patinat bronz 75 cm înălțime.
Realizat de Vladimir Florea.
Achiziționat de Comitetul de Cultura si Educatie Socialista, Iași, inventariat la Muzeul de Artă cu nr. 485 din 17.III.1978; confirmat U.A.P. Iași cu adresa nr. 234 din 19 .VII.1984, tabel anexa, poz. 12.
Prezentat la Expoziția anuală interjudețeană de artă plastică, pictură, sculptură și grafică, Iași, Anuala 77, sala „Victoria”; apare în catalog la pag.8 și reproducere foto la pag. 34.
Există fotografii originale în album.
Aprecieri:
-„Scânteia” din 11.IV.1977articolul: ”Diversitatea creației de inspirație istorică”, semnat de Valentin Ciucă.
1979 – 135 - „Mihail Kogălniceanu” - bust monumental turnat în bronz; portret 120x85 cm.
Realizat Vladimir Florea.
Achiziționat de Comitetul de Cultura si Educatie Socialista Vaslui, confirmat de U.A.P. Iași cu adresa nr. 234 din 19.VII.1984, tabel anexă, poz. 13.
Amplasat inițial pe un soclu în orașul Bârlad; mutat în parcul Copou, aleea personalităților, vis a vis de bustul lui Mihai Eminescu.
Există fotografii originale și fotografii ale C.C.E.S Vaslui din 24.IX.1985 (adresa 1764).
1979 – 136 - „Mihail Kogălniceanu” - bust monumental ipsos patinat bronz,90X70X55 cm.
Realizat de Vladimir Florea
Achiziționat de Comitetul de Cultura si Educatie Socialista, Iași; inventariat cu nr. 1180 la „Casa muzeu M. Kogălniceanu” prin transfer de la Muzeul de Artă, Iași.
Există fotografii originale; refotografiat de Liviu Rusu, muzeograf la Casa Pogor ,în 1986.
Prezentat la Expoziția anuală interjudețeană de artă plastică, pictură, sculptură și grafică Iași,1979, unde s-a expus și lucrarea „Moș Ioan Roată”.
Aprecieri:
- „Flacăra Iașului” nr. 10344 din 6.I.1980, articolul ”Anuala 1979”, semnat Radu Negru.
1979 – 137 - „Moș Ioan Roată” - bust monumental, ipsos patinat bronz, 90x50x36 cm.
Realizat de Vladimir Florea.
Recuperat din depozitul sălii „Victoria”, donat Muzeului actual al Bucovinei, Suceava după decesul artistului.
Prezentat la Expoziția anuală interjudețeană de artă plastică, pictură, sculptură și grafică Iași, 1979, sala „Victoria”.
Există fotografii originale.
Aprecieri:
- „Flacăra Iașului” nr. 10344 din 6.I.1980, articolul „Anuala 1979”, semnat Radu Negru.
- „Cronica Iașului” nr. 42 (1029) din 18.X.1985, pag. I, articolul „Prezența umană în artă”, semnat Radu Negru.
1980 – 138 - „Gheorghiță Brădățanu” - (pictor) - bust monumental, praf piatră artificială, 110x65x40 cm.
Realizat de Vladimir Florea.
Donat domnului Brădățanu;este in colectia sa .
Fotografiat în anul 1985.
1980 – 139 - „Theodor Pallady”, bust monumental turnat în bronz, 56x45x36 cm.
Realizat de Vladimir Florea.
Achiziționat de Comitetul de Cultura si Educatie Socialista , Iași, inventariat cu nr. 519 din 8.VI.1981 la Muzeul de Artă; confirmat U.A.P Iași, cu adresa nr. 234 din 19.VII.1984, tabel poz. 14.
Prezentat la Expoziția anuală interjudețeană de artă plastică, pictură, sculptură și grafică 1980, sala „Victoria”; apare în catalog, 1980.
Există fotografii originale; refotografiat în 1985.
Aprecieri:
-„Arta Plastică” nr. 1 din 1982, articolul „Prin atelierele ieșene”, semnat de Mihai Drișcu, pag. 24, cu fotografia lucrării „Th. Pallady”.
1980 – 140 - „Petre Ispirescu” - bust monumental, ipsos patinat bronz pentru interior, 90 cm înălțime.
Realizat de Vladimir Florea.
Neidentificat beneficiarul, locul expunerii/conservării.
Prezentat la Expoziția anuală interjudețeană de artă plastică, pictură, sculptură și grafică, Iași 1982, sala „Victoria”; apare în catalog 1982.
Nu sunt fotografii.
1982 – 141 - „Făt Frumos din lacrimă” - (Zburătorul), varianta nr. 1; compoziție, alto-bassorelief, ipsos patinat bronz,150x120 cm (bărbat cu capul spre dreapta, așezat pe un cal înaripat; calul este în poziție de zbor).
Realizat de Vladimir Florea.
Neidentificat beneficiarul, locul de expunere/conservare.
Există fotografii originale.
1982 – 142 - „Făt Frumos din lacrimă” - (Zburătorul), varianta a 2-a; compoziție, alto-bassorelief, ipsos patinat bronz 150x120 cm (bărbat cu capul spre dreapta, așezat pe un cal care are aripa dreaptă ridicată).
Realizat Vladimir Florea.
Neidentificat beneficiarul, locul de amplasare/conservare.
Există fotografii originale.
1982 – 143 - „Făt frumos din lacrimă” - (Zburătorul), varianta nr. 3 - compoziție, alto-bassorelief, ipsos patinat bronz, 150x120 cm (bărbat cu capul spre stânga, așezat pe calul cu ambele aripi ridicate a zbor).
Realizat Vladimir Florea.
Neidentificat beneficiarul, locul expunerii/conservării.
Există fotografii originale.
1982 – 144 - „Costache Sava” - (actor) - bust monumental, ipsos patinat bronz 75x49x38 cm.
Realizat de Vladimir Florea.
Recuperat din depozitul sălii „Victoria”, Iași. Donat Muzeului Bucovinei Suceava.
Prezentat la Expoziția anuală interjudețeană de artă plastică, pictură, sculptură și grafică 1982, sala „Victoria”.
Există fotografii originale.
1982 – 145 - „Costache Negruzzi” - bust monumental cioplit în piatră, 120x65 cm.
Realizat Vladimir Florea.
Neidentificat beneficiarul locul amplasării/conservării.
Lipsă fotografii.
Aprecieri:
„Cronica” Iașului” - nr. 15 (950) din 13.IV.1984, articolul „Vladimir Florea”, semnat Aurel Leon.
1982 – 146 - „Theodor Rosetti” - bust monumental turnat în bronz, 90x70x40 cm.
Realizat de Vladimir Florea.
Achiziționat de Comitetul de Cultura si Eucatie Socialista, Iași, inventariat la Muzeul de Literatură - Casa Pogor – Iași (dat în custodie în 21.VII.1984).
Prezentat la Expoziția anuală interjudețeană de artă plastică, pictură, sculptură și grafică, Iași, Galeriile de artă.
Există fotografii originale; refotografia în 1985.
1983 – 147 - „Theodor Pallady” - bust monumental, ipsos patinat 80x60 cm.
Realizat Vladimir Florea pentru facultatea de Arte Plastice a Conservatorului George Enescu, Iași.
Este amplasată pe soclu, în sala de festivități.
Există fotografii originale; refotografiat în 1987.
1983 – 148 - „Theodor Rosetti” - bust monumental, ipsos patinat bronz 85x65x40cm.
Realizat de Vladimir Florea.
Donat, după decesul artistului, Muzeului Bucovinei, Suceava, pentru Colțul memorial Vladimir Florea; inventariat cu nr. 1074 din 1987.
Fotografiat în 1987.
1983 – 149 - „Cămăruț” (pictor ieșean) - bust monumental, ipsos patinat bronz 60x40x32 cm.
Realizat în lut de Vladimir Florea în decembrie 1983. Turnat în ipsos în 1986, prin bunăvoința d-lui Ion Buzdugan.
Donat, pentru Colțul memorial Vladimir Florea, Muzeului Bucovinei Suceava; inventariat sub nr. 1072 din 1987.
1983 – 150 - „Cap de femeie” (portret Lucia Mîrza Volosievici) - bust monumental, ipsos patinat bronz, 55x31x31 cm.
Realizat în lut în noiembrie-decembrie 1983. Turnat în iunie 1986, prin bunăvoința d-lui Ion Buzdugan.
Donat, pentru Colțul memorial Vladimir Florea, Muzeului Bucovinei Suceava; inventariat sub nr. 1073 din 1987.
Fotografiat în 1987.
1983 – 151 - „Ștefan Alexandrescu” – (actor ieșean) - portret, basorelief, medalion 38 cm diametru, ipsos natur.
Realizat în memoria actorului de Vladimir Florea.
Donat după decesul artistului Muzeului Bucovinei Suceava pentru Colțul memorial Vladimir Florea; inventariat cu nr. 1078 din 1987.
Fotografiat în 1986.
1983 – 152 - „Theodor Pallady” - bust monumental praf piatră 56x45x36 cm
Realizat de Vladimir Florea.
Se află în colectia pictorului Gheorghiță Brădățan, Iași.
Fotografiat în 1985.
1983 – 153 - „Portret de femeie” - (cap de femeie cu broboadă) - ipsos patinat bronz, 60 cm înălțime.
Realizat de Vladimir Florea.Neidentificat beneficiarul și locul de expunere/conservare.Există fotografie color originală.
ALTE LUCRĂRI: 13 Măști: Miluță Gherghiu (actor), Victor Condurache (director al Teatrului Național Iași, atașat cultural la Ambasada României la Paris), Victor Mihăilescu- Craiu (pictor), Mihai Eminescu (duplicat realizat în 1969 după masca originală luată poetului), Mihai Cămăruț (pictor), Mihai Codreanu (poet), Vasile Rășcanu (rector al I.M.F. Iași, academician prof. univ. dr.). Gostar (profesor universitar la Universitatea Iași), Coșler (inginer mecanic, profesor la Institutul Politehnic Iași), Otilia Cazimir (poet), Matyas Neculai (pictor, lector universitar la Facultatea de Arte Plastice Iași), Vivi Vasilache, Mihai Florin Petrescu (poet). Cele 13 măști, mulaje din ipsos, sunt donate actualului muzeu al Bucovinei- Suceava,pentru Coltul memorial Vladimir Florea.

## Imagini

Monumentul eroilor căzuți în anii 1916-1918 și 1941-1945 din Suceava
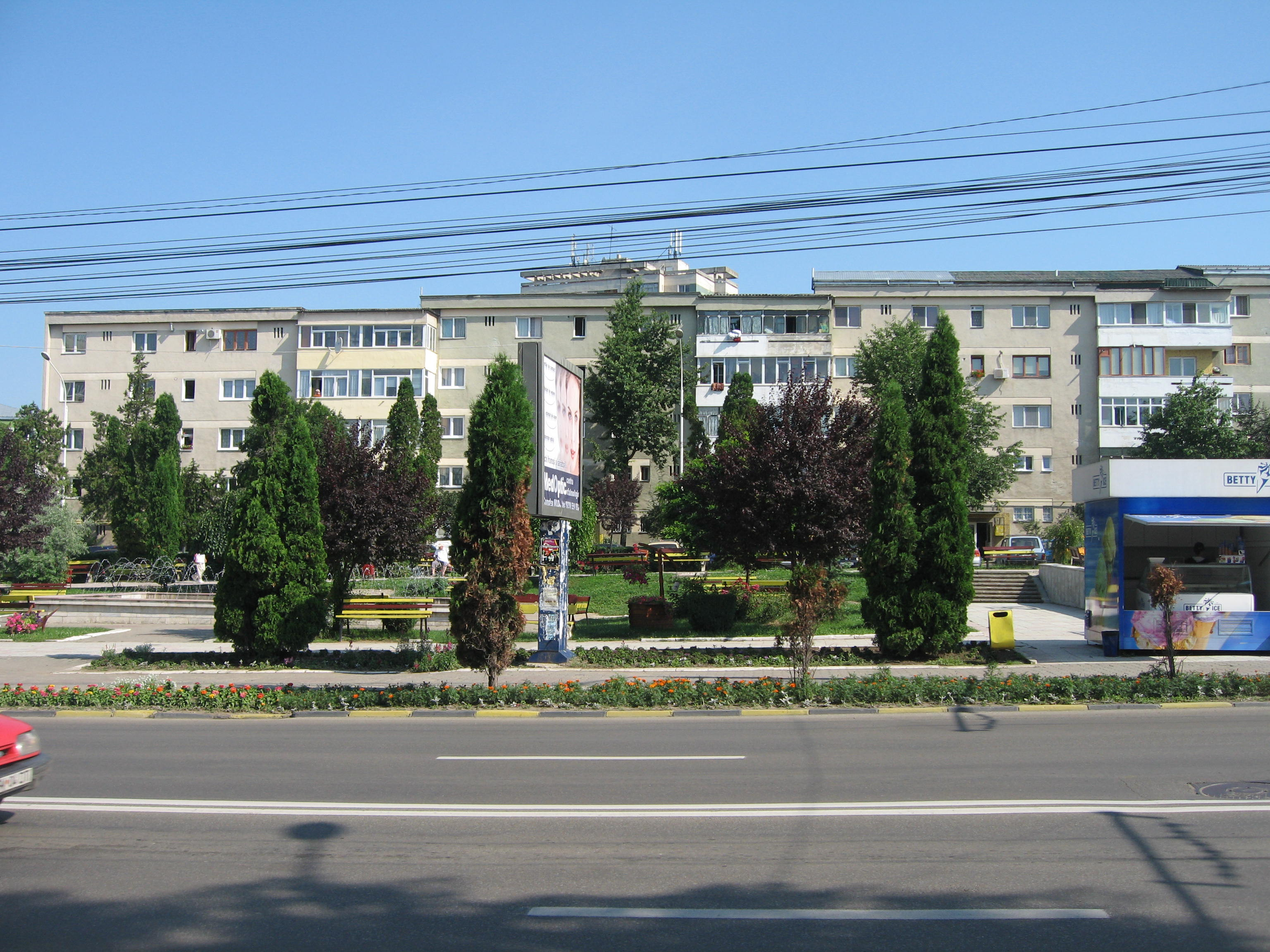
Parcul Vladimir Florea din Suceava
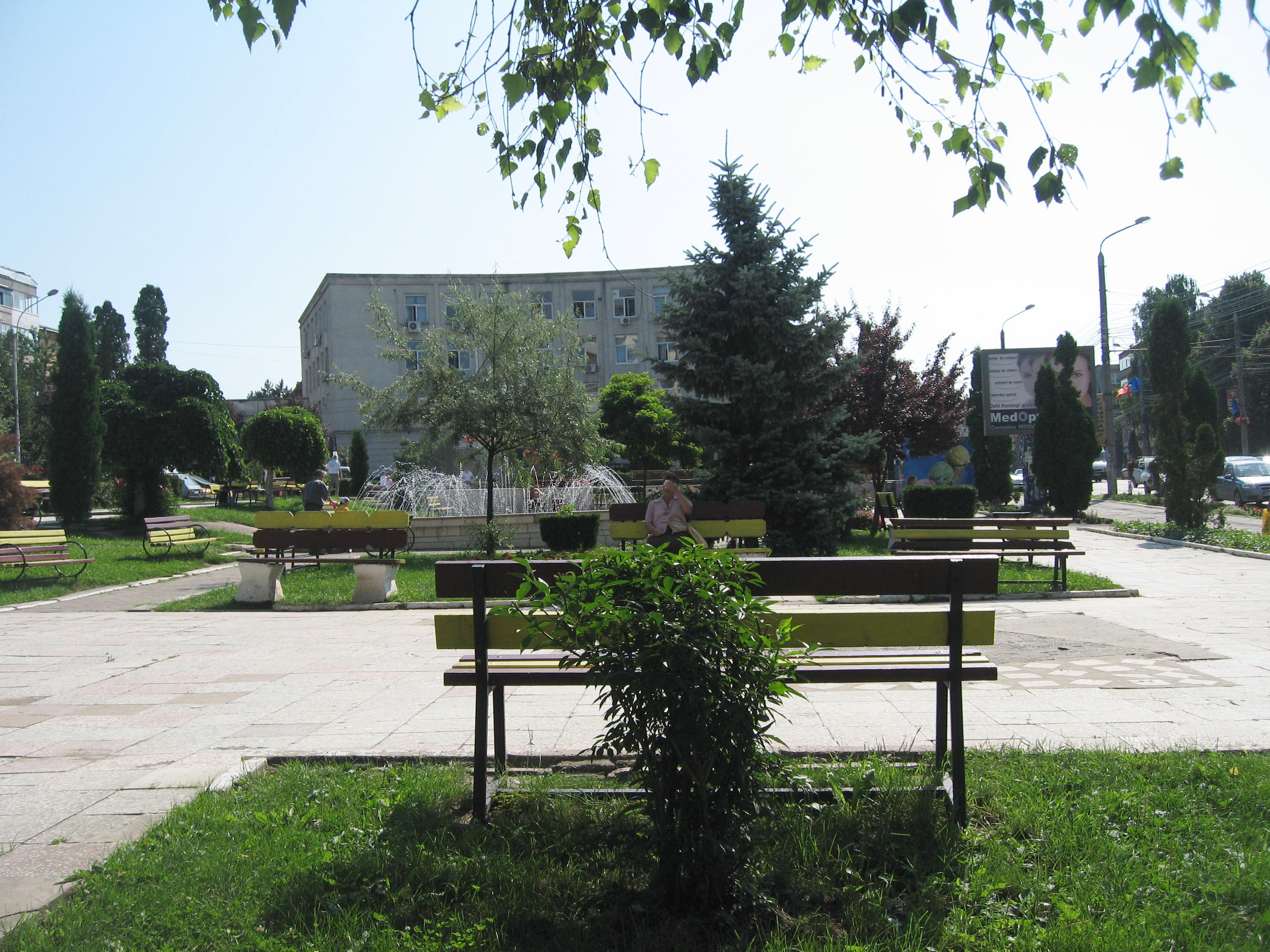
Parcul Vladimir Florea din Suceava
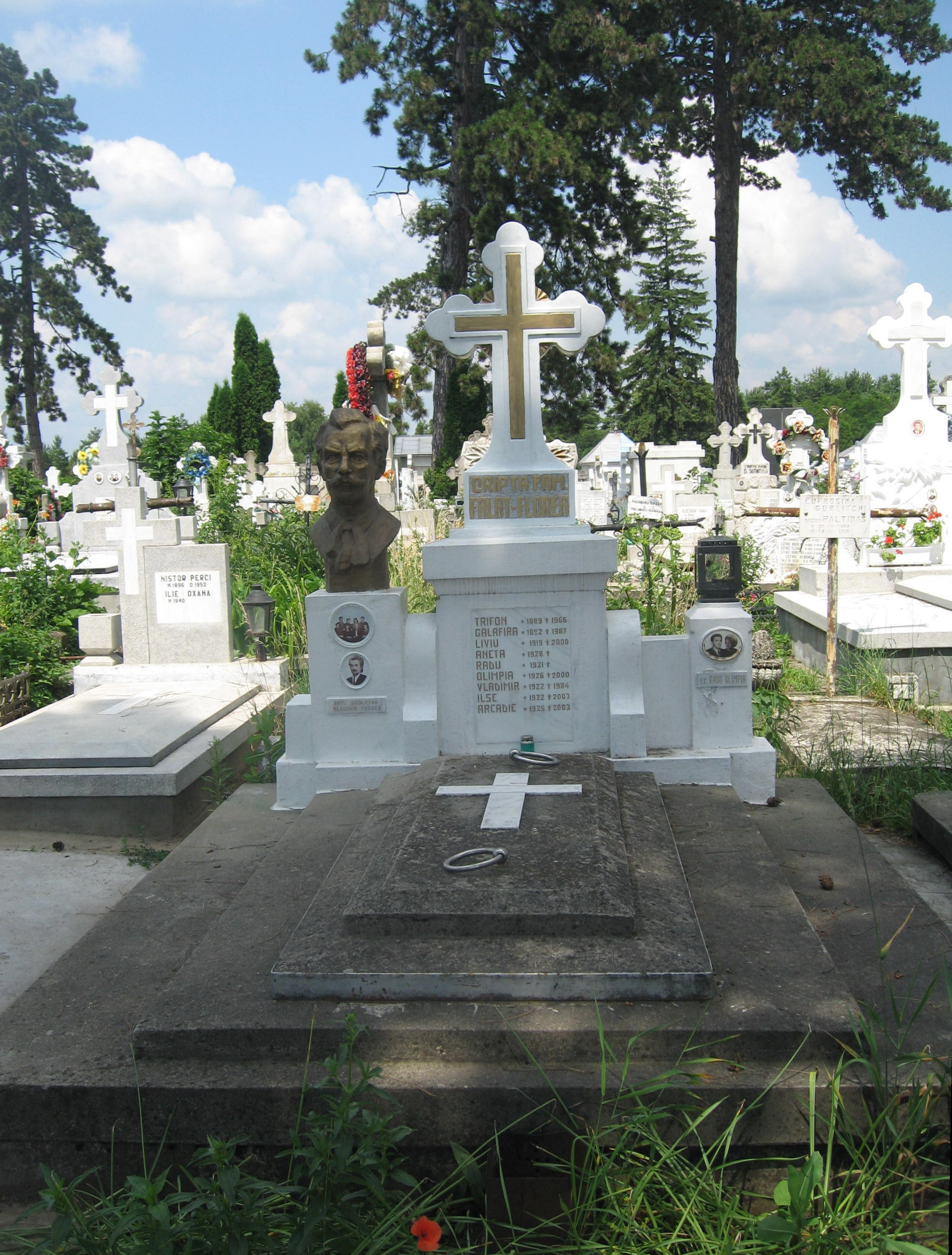
Mormântul lui Vladimir Florea din Cimitirul Pacea din Suceava